# Ra

Ra

Ra, noto anche nella forma Rê oppure Rha (IPA: [rɑː]), è una divinità egizia appartenente alla religione dell'antico Egitto, dio sole di Eliopoli. Emerse dalle acque primordiali del Nun, portato tra le corna della vacca celeste, la dea Mehetueret. A partire dalla V dinastia (2510 a.C. - 2350 a.C.) divenne una delle principali divinità dell'Egitto, identificato principalmente con il sole di mezzogiorno.
Si riteneva che governasse ogni parte del mondo: il cielo, la terra e l'oltretomba. Veniva spesso accostato al dio Horus; la loro fusione originò il dio Ra-Horakhti, il cui nome significa Ra (Che è) Horus dei Due Orizzonti. A partire dalla XII dinastia (1994 a.C. - 1794 a.C.) fu associato al dio tebano Amon, dando origine alla più importante divinità del pantheon egizio: Amon-Ra, e rimanendo così per secoli il dio supremo, Re degli dei. Durante il breve periodo amarniano, re Akhenaton (ca. 1351 a.C. - 1334 a.C.) soppresse il culto di Ra e impose l'esclusiva adorazione del dio Aton, che in precedenza era solo un aspetto di Ra; dopo la morte di Akhenaton, il culto di Ra fu immediatamente ristabilito nella sua preminenza.

## Ruolo

### Ra e il Sole
Per gli egizi, il Sole era simbolo di luce, calore e prosperità. Nel pantheon egizio, le divinità solari erano perciò particolarmente importanti, in quanto il Sole era ritenuto il sovrano dell'intero creato. Il disco solare era visto sia come il corpo che come l'Occhio di Ra, da non confondere con l'Occhio di Horus (che aveva invece una valenza lunare). In certe versioni mitologiche, Ra fu considerato padre di Shu, dio dell'aria, e di Tefnut, dea dell'umidità e della pioggia, creati dal proprio seme, nonché di Bastet, divinità solare della guerra talvolta raffigurata nell'atto di difendere il Sole dal malvagio serpente Apopi, di Heket, la dea-rana delle nascite che sorreggeva l'astro solare durante il suo passaggio nell'oltretomba, e di Sekhmet, violenta e sanguinaria dea-leonessa simboleggiante il calore mortale dei raggi solari, raffigurata col globo del sole sul capo e nata dal fuoco dell'Occhio di Ra.
L'importanza di questo dio era tale che diverse divinità del sole e dei momenti del sole nella giornata erano adorate come aspetti dello stesso Ra: Atum, dio del sole che tramonta; Ra-Horakhty, fusione di Ra e Horus e dio del sole allo zenit; Khepri, dio del sole che sorge; Harmakis, dio del sole all'alba e al crepuscolo (rappresentato, per esempio, nella Sfinge di Giza e oggetto di particolare devozione da parte di Thutmose IV).

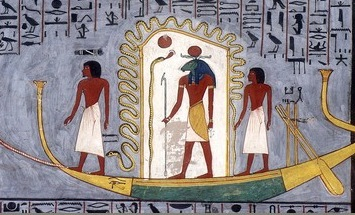
Ra che viaggia attraverso l'oltretomba sulla barca solare. Se raffigurato nel mondo dei morti, Ra veniva rappresentato con testa di ariete. Sia ed Heka lo accompagnano, mentre il benefico serpente Mehen lo protegge. Illustrazione dal Libro delle Porte dipinto nella tomba di Ramses I (KV16) nella Valle dei Re.

### Ra nell'oltretomba
Gli egizi immaginavano che Ra viaggiasse su due barche solari: la prima chiamata Mandjet (Barca dei Milioni di Anni), o barca del mattino; la seconda chiamata Mesektet, o barca notturna. Tali imbarcazioni lo trasportavano nel suo viaggio attraverso il cielo e il Duat, l'oltretomba. Quando si trovava sulla nave Mesektet con cui percorreva l'aldilà, Ra veniva raffigurato con testa di ariete, conservando l'usuale attributo del disco solare sul capo, in questo caso adagiato sulle corna. Le divinità che lo accompagnavano sulle imbarcazioni solari erano numerose, fra cui Sia, personificazione della percezione, Hu, personificazione del comando, ed Heka, dio che incarnava la magia e che, come Seth, Bastet e altri dei, era coinvolto nell'abbattimento del serpente Apopi. Talvolta, Ra era scortato da altri dei dell'Enneade, come ad esempio Seth, principale avversario di Apopi, e il benefico serpente Mehen, che lo difendeva dai molti mostri dell'oltretomba.
Apopi, incarnazione del caos, era un enorme serpente che ogni notte cercava di fermare il corso della barca del sole attaccandola o ricorrendo al suo sguardo ipnotico. Si pensava che, quando si verificavano eclissi solari, Apopi avesse inghiottito la barca di Ra. Gli egizi credevano che di sera Ra assumesse la forma di Atum (divinità del sole che tramonta) o sotto forma di ariete. La barca notturna, attraversando l'aldilà, lo avrebbe riportato a oriente perché potesse sorgere di nuovo, all'alba. Questo mito intendeva descrivere il sorgere del sole in cielo, rappresentato dalla dea Nut. Infine, quando si trovava nell'oltretomba, Ra si fondeva a Osiride, dio dei morti, divenendo così egli stesso dio dei morti. Nel suo viaggio notturno, veniva talvolta invocato con i nomi di Auf ed Efu Ra. 

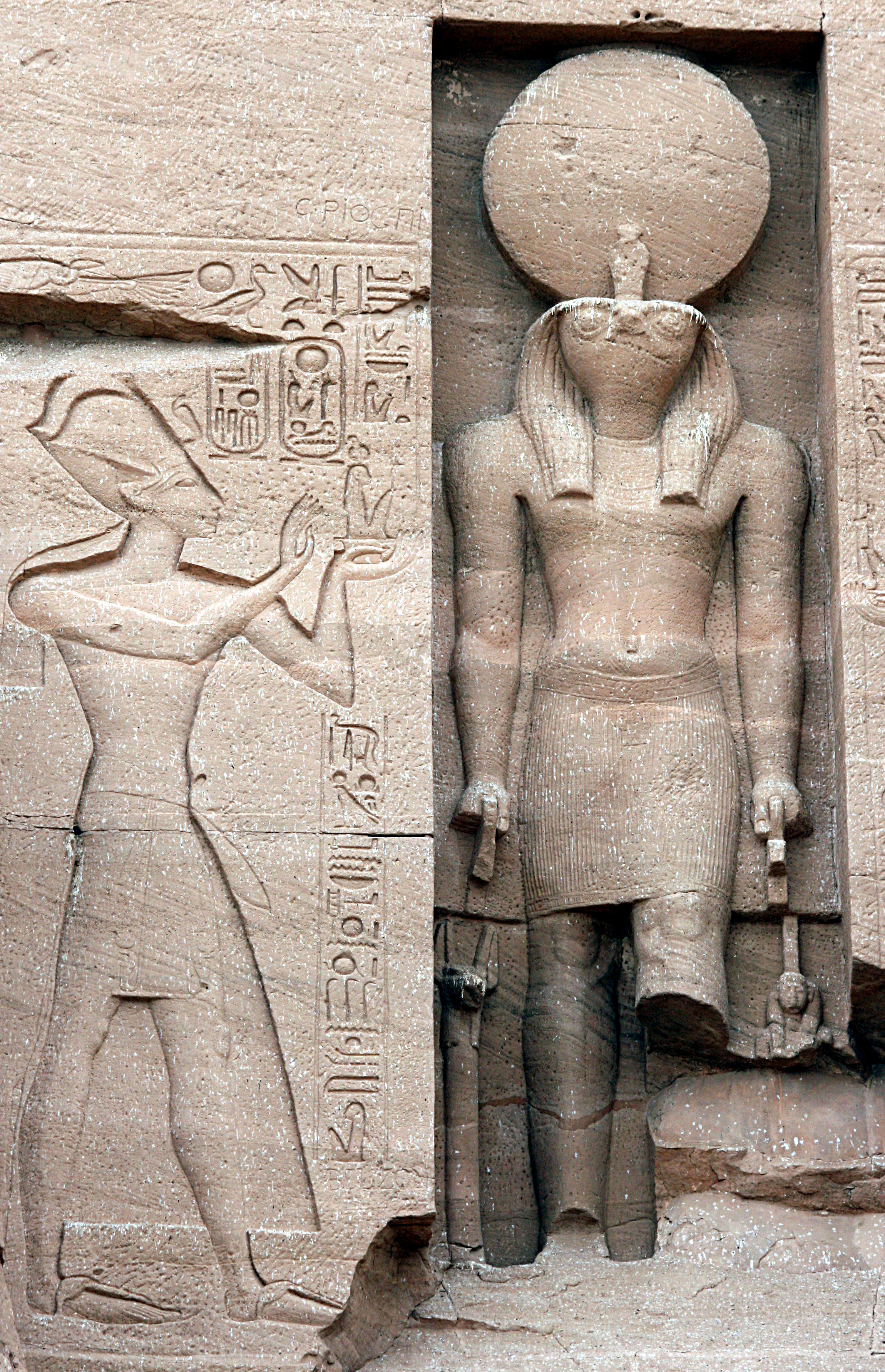
Ra-Horakhty (fusione di Ra e Horus) scolpito al centro della facciata del Tempio maggiore di Abu-Simbel, mentre viene adorato da Ramses II.

### Ra come creatore
Alcuni ordini sacerdotali egizi adoravano Ra come creatore del mondo; in ciò si distinguevano i sacerdoti di Eliopoli e i loro devoti. Credevano che Ra avesse creato prima di tutti sé stesso, emergendo, essendosi creato da solo, dalle acque primordiali del Nun, portato tra le corna della vacca celeste, la dea Mehetueret (mentre i devoti di Ptah e il suo clero credevano che fosse stato quest'ultimo a creare Ra); poi avrebbe creato gli uomini tramite le proprie lacrime. In un episodio del Libro dei morti Ra si circoncide e il suo sangue dà vita a Sia e Hu, personificazioni rispettivamente della percezione del comando. A Ra era anche attribuita la creazione degli animali, delle piante, dei mesi e delle stagioni. Inoltre fu spesso accostato a Hershef, un dio minore raffigurato come ariete, dalle funzioni demiurgiche.Amon - Ra formato da la divinità egizia Ra con la divinità Amon. 
Così nasce il suo nome Amon- Ra.

### Ra e il faraone
L'affermazione definitiva del culto di Ra avvenne con l'ascesa della V dinastia (ca. 2500 a.C.), i cui faraoni si ritenevano figli di Ra e della moglie di un sacerdote di Eliopoli ingravidata dal dio in persona, come riferisce il Papiro Westcar: in quell'epoca la titolatura reale si arricchì del notevole titolo di Figlio di Ra (Sa-Ra), già esistente durante la precedente dinastia:
| G39 | N5 |

A partire dalla V dinastia, il nome di Ra comparve sempre più assiduamente nei nomi dei faraoni: ad esempio Sahura, Neferirkara e Niuserra della V dinastia, Userkara, Pepi I Merira, Merenra I, Pepi II Merenra e Merenra II della VI dinastia e così via fino alla XVIII, XIX e XX dinastia, tutti i sovrani delle quali ebbero un nome - quello di nascita oppure quello regale - legato a Ra. Buona parte dei monumenti e dei templi edificati dai sovrani della V dinastia erano dedicati al culto solare; solitamente si trattava di strutture aperte ed esposte alla luce del sole, erette intorno al benben, una pietra di forma piramidale che simboleggiava i raggi del sole oppure la collinetta originaria emersa dalle acque primordiali, prototipo dei successivi obelischi. Erigendo obelischi, come fece Ramses II di fronte al Tempio di Luxor, il faraone intendeva simboleggiare architettonicamente il proprio legame con Ra.

Nell'Antico Regno si credeva che, dopo la morte, l'anima del faraone ascendesse al cielo per raggiungere il sole e unirsi così a suo padre Ra; tale credenza ricorre con grande frequenza nel Testi delle piramidi, incisi per la prima volta sulle pareti della camera sepolcrale di Unis, ultimo re della V dinastia. Nel corso della sua vita, invece, il sovrano sosteneva che la propria autorità fosse immagine della supremazia di Ra sugli altri dei e sul cielo, la terra e l'oltretomba. 

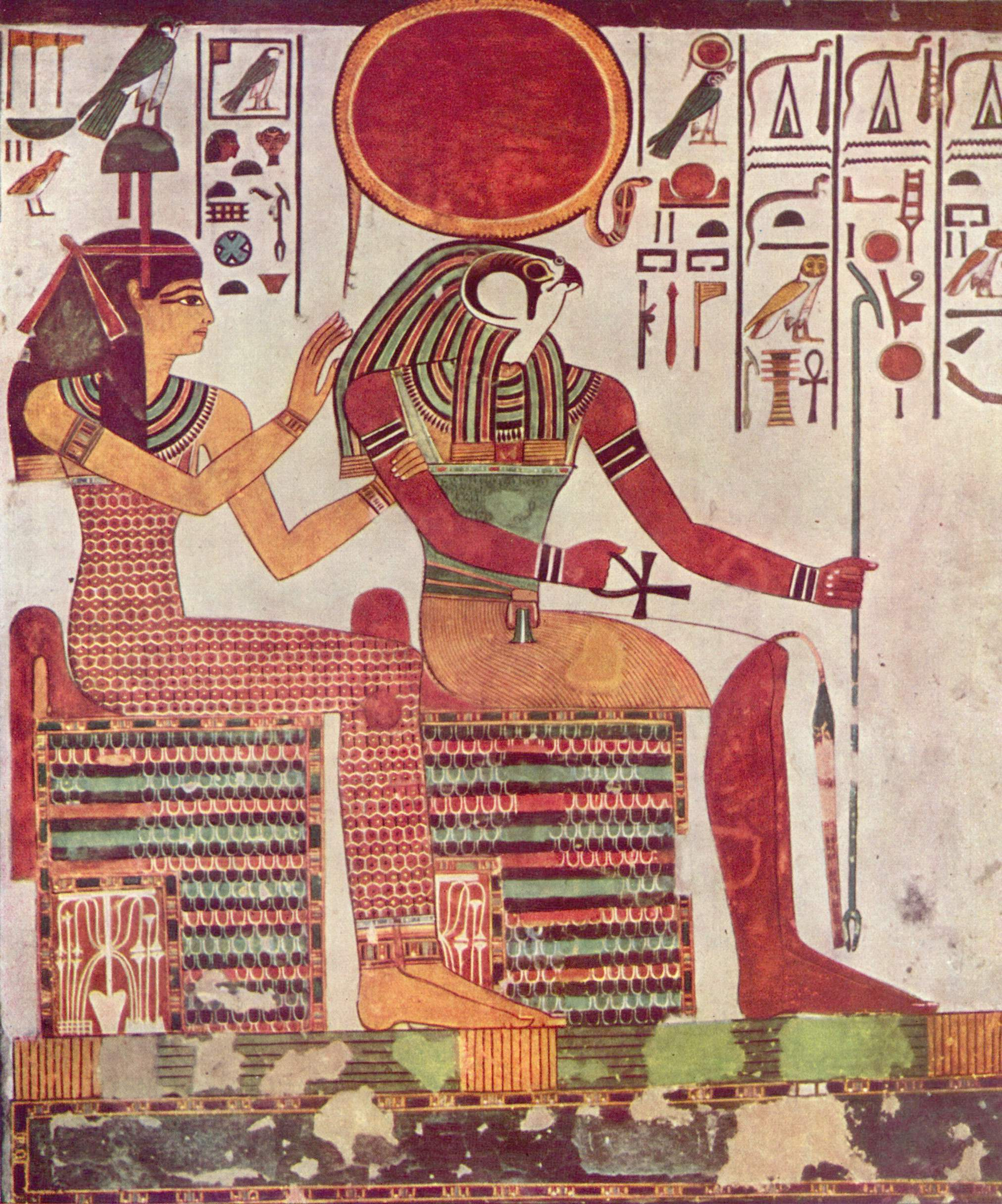
Ra e Imentet, dea delle necropoli occidentali dell'Egitto, dipinti nella tomba di Nefertari (QV66), Valle delle Regine.

## Iconografia
Ra fu raffigurato in varie forme. La più comune fu quella di uomo con la testa di falco, il disco solare sul capo e un serpente arrotolato intorno a esso. Altra rappresentazione usuale era quella di uomo con la testa di scarabeo (riferimento a Khepri), così come quella di uomo con la testa di ariete. Poteva anche essere rappresentato integralmente come ariete, scarabeo, fenice, airone, serpente, toro, gatto, leone e altri. Nelle illustrazioni di scene immaginate nell'Oltretomba, era generalmente rappresentato come uomo dalla testa di ariete. In tale forma, Ra è descritto come Ariete dell'Occidente e Ariete in cerca del Suo harem.
In certi documenti, Ra è descritto come un vecchio faraone dalla carne d'oro, ossa d'argento e capelli di lapislazzuli. Simboli di Ra erano il disco solare e il geroglifico  o  , ossia un cerchio con un punto nel centro, simbolo astronomico del sole.

## Storia

### Antico e Medio Regno

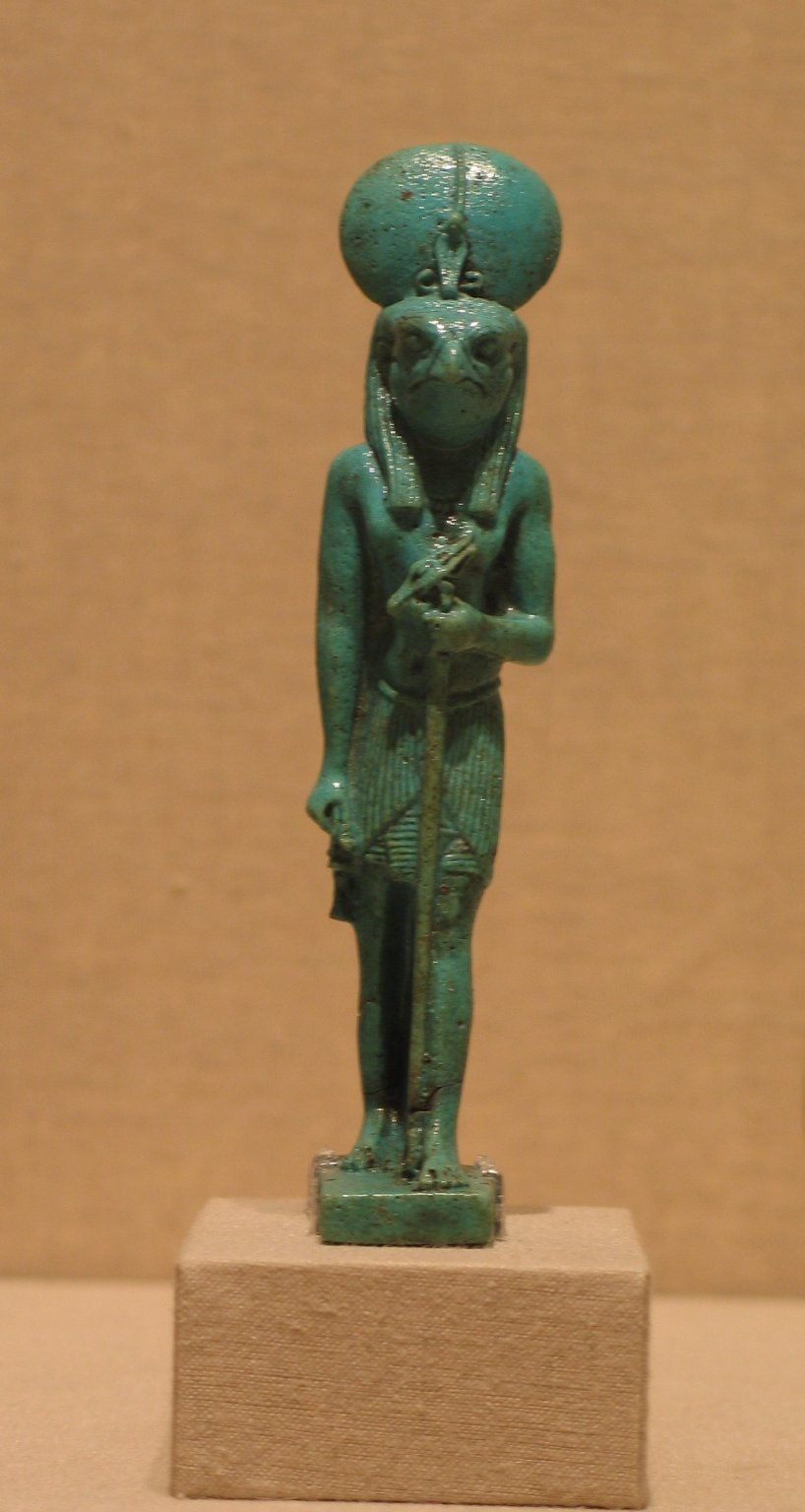
Statuetta di Ra-Horakhty in porcellana smaltata, risalente al III secolo a.C. Brooklyn Museum, New York.

Il culto di Ra in quanto divinità solare cominciò a emergere, approssimativamente, durante la II dinastia, stabilitasi intorno al 2890 a.C.. La sua teologia ebbe probabilmente un forte impulso sotto la IV dinastia a partire dal faraone Djedefra, che regnò per circa un decennio intorno al 2575 a.C. Infatti per la prima volta con Djedefra il sovrano d'Egitto assunse il titolo di Figlio di Ra, che entrò a far parte dei cinque nomi tradizionali del faraone; a partire da quell'epoca, il faraone cominciò a essere considerato una manifestazione di Ra sulla terra. La diffusione del suo culto ebbe una decisa accelerazione con la V dinastia, quando Ra divenne divinità nazionale e i faraoni innalzarono piramidi, obelischi e templi, ritenendosi figli di Ra: buona parte delle risorse del Paese, in tale epoca, furono devolute nell'edificazione di templi del culto solare. Alla comparsa dei primi esempi di Testi delle piramidi, Ra aveva già una grande influenza nel viaggio del faraone defunto nell'aldilà. 

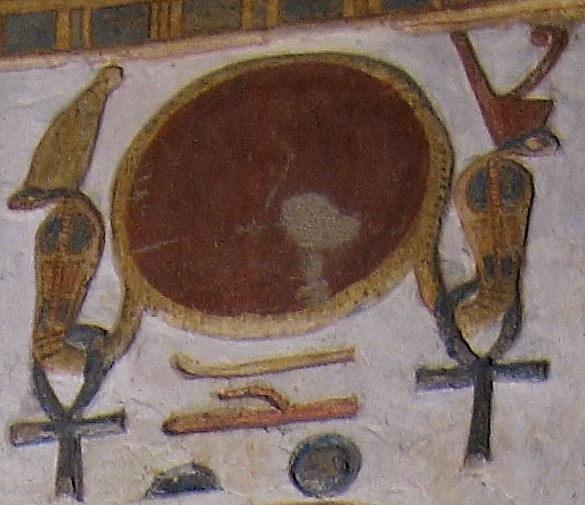
LOcchio di Ra, da non confondere con l'Occhio di Horus, benché ne condivida varie caratteristiche. Figura come un disco solare avvolto da due cobra recanti le corone dell'Alto e Basso Egitto.

Durante il Medio Regno (2055 - 1650 a.C.), il costante evolversi del pantheon egizio portò ad accostare Ra a numerose divinità fra le quali, più importanti, Osiride e Amon.

### Nuovo Regno ed epoche successive
In concomitanza con il Nuovo Regno, inaugurato intorno al 1550 a.C., la teologia e il culto di Ra divennero assai complessi e maestosi. Le pareti delle tombe cominciarono a essere decorate con testi estremamente dettagliati che ritraevano il viaggio di Ra nell'aldilà. Era diffusa la credenza che Ra accogliesse con sé sulla barca solare, insieme alle anime dei defunti, anche le preghiere e le lodi formulate dai viventi. Divenne molto comune nel Nuovo Regno l'idea che Ra invecchiasse man mano che il sole declinava nel corso della giornata.
Vennero composta una grande quantità di inni, preghiere, litanie per aiutare Ra e la sua barca solare nello scontro con Apopi.
Con l'avvento del Cristianesimo nell'Impero romano (300 - 400 d.C.), il culto di Ra fu gradualmente abbandonato e la sua popolarità fra gli abitanti della valle del Nilo divenne un interesse puramente storico, anche fra i sacerdoti del Paese.

## Rapporti con altre divinità

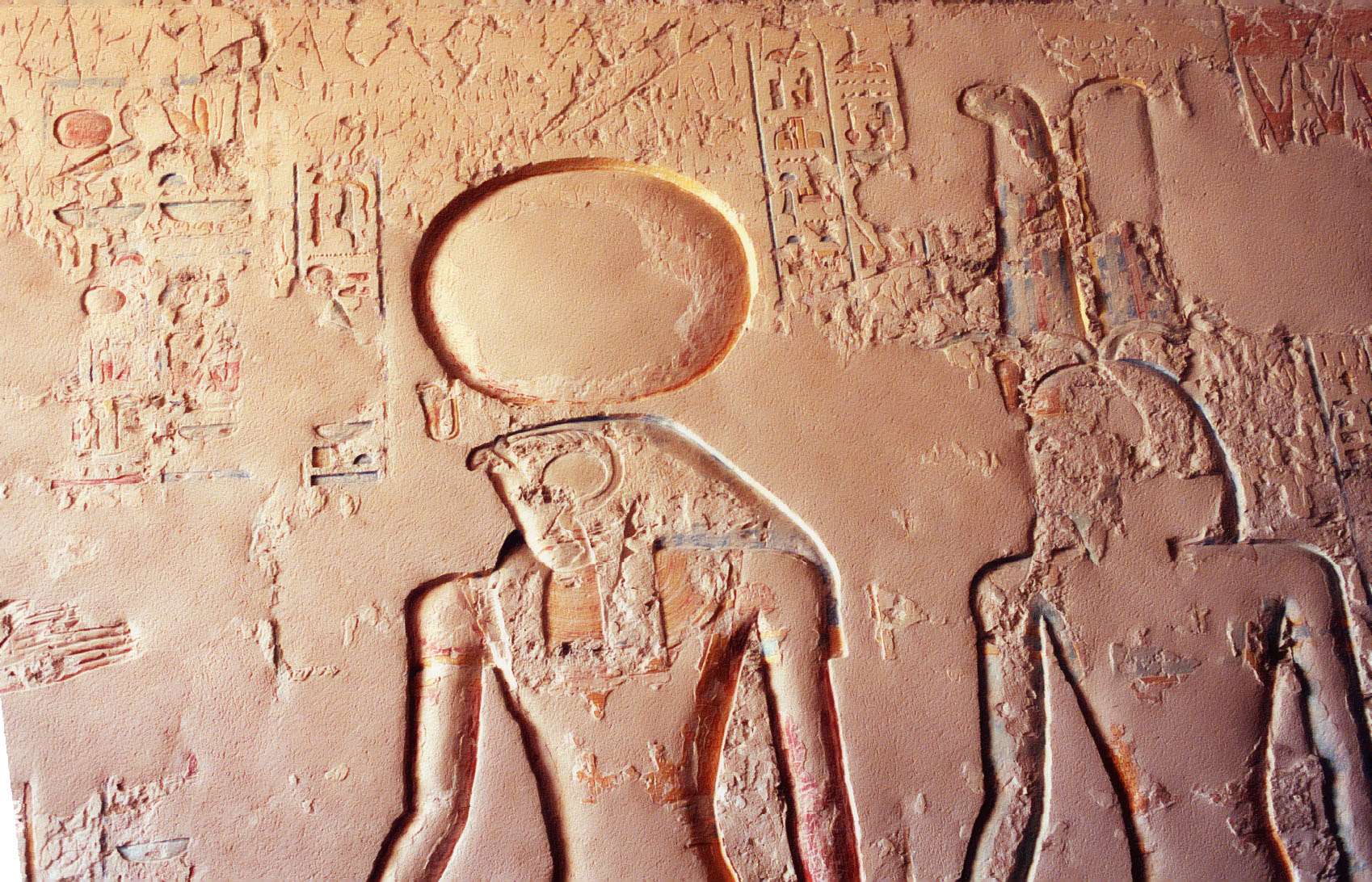
Ra e Amon sulle pareti della tomba di Ramses VI (1155 a.C. - 1149 a.C.) nella Valle dei Re (KV2).

### Divinità associate a Ra
Come avvenne a tutte le principali divinità egizie, anche l'identità di Ra fu spesso fusa con quella di altri dei.
Amon e Amon-Ra
Amon era membro della Ogdoade e, unitamente ad Amonet, antichissima patrona di Tebe, rappresentava le energie della creazione. Si credeva che Amon creasse col suo respiro: fu così identificato con il vento anziché con il sole. Man mano che i culti di Amon e Ra cominciarono a diventare estremamente popolari, rispettivamente, nell'Alto e Basso Egitto, i due dei furono fusi in Amon-Ra, divinità solare e creatrice. È arduo individuare con precisione l'epoca di questa fusione. Amon-Ra compare già del Testi delle piramidi della V dinastia. Rimane l'opinione corrente che Amon-Ra sia stato ideato come divinità di Stato da parte del sovrani del Nuovo Regno, con l'intento di conciliare i devoti di Amon con il più antico culto di Ra (XVIII dinastia). Amon-Ra detenne il titolo ufficiale di Re degli dei. Veniva talvolta raffigurato come figura umana con testa di leone sormontata dal disco solare e con occhi rossi .
Atum e Atum-Ra

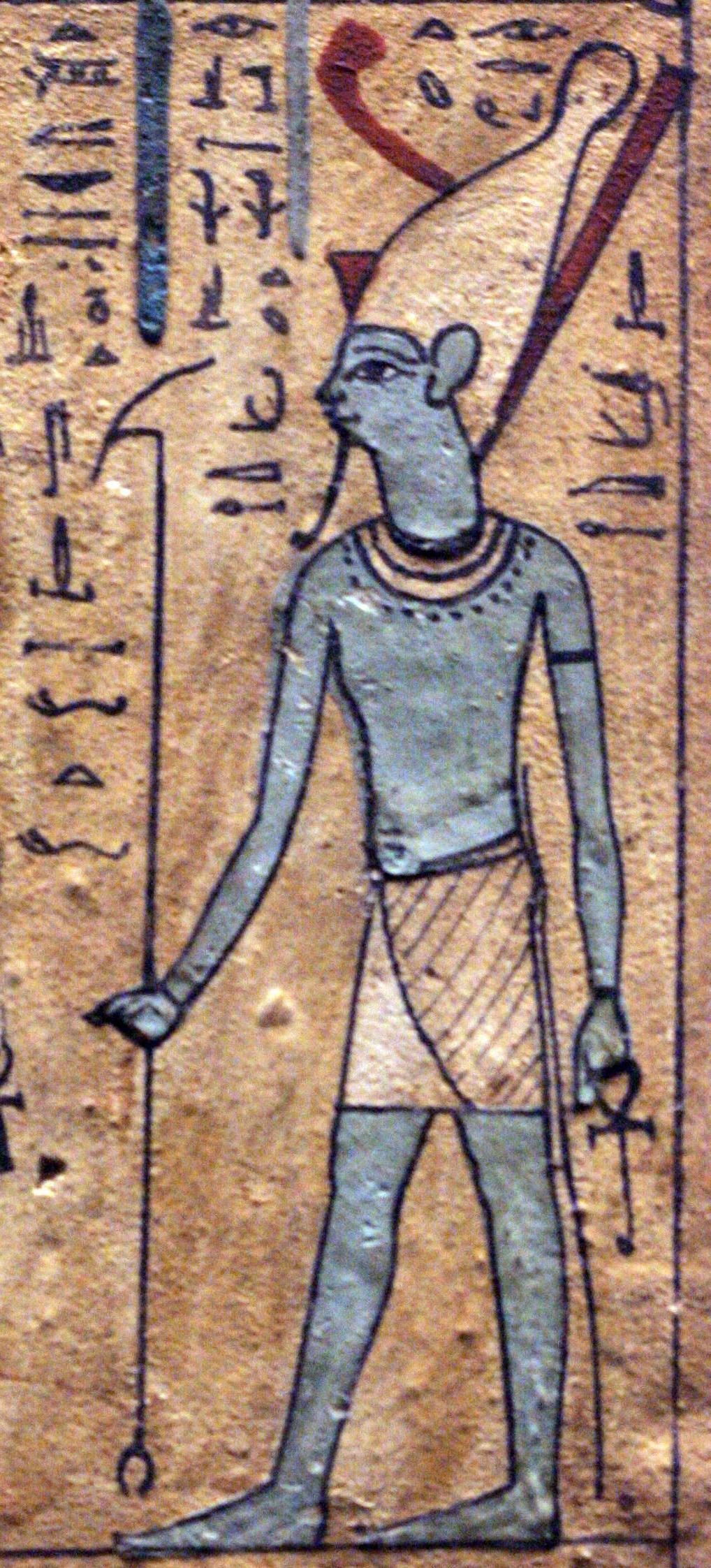
Atum raffigurato in una copia del Libro del respirare. Museo del Louvre, Parigi.

Atum-Ra (o Ra-Atum) fu un'altra divinità composita ottenuta dalla fusione di due dei completamente diversi; comunque, Ra condivideva più caratteristiche con Atum che con Amon. Atum era infatti una divinità solare (più precisamente, dio del sole che tramonta), oltre a essere un dio creatore compreso nell'Enneade. Sia Ra che Atum era considerati padri degli dei e dei faraoni, e la devozione nei loro confronti era molto diffusa. Nei miti antichi, Atum, nato dall'oceano Nun, era padre di Shu e Tefnut.
Horus e Ra-Horakhti
Nella tarda mitologia egizia, Ra-Horakhti era più un titolo o una manifestazione del dio che una divinità composita vera e propria. È traducibile come Ra (Che è) Horus dei Due Orizzonti, intendendo collegare Horakhti (un aspetto del dio Horus che richiama il sorgere del sole) a Ra. Si è ipotizzato che il termine Ra-Horakhty possa riferirsi semplicemente a Ra che intraprende il viaggio solare da orizzonte a orizzonte, o che si riferisca a Ra come divinità di speranza e rinascita. Veniva raffigurato come un falco o un uomo dalla testa di falco sormontata dal disco solare e la tripla corona, o talvolta con il solo ureo o la corona atef.
Khepri e Khnum
Khepri era il dio-scarabeo stercorario che faceva rotolare il sole ogni mattina, concepito come un "divenire" dell'astro verso la pienezza meridiana. Era talvolta visto come manifestazione mattutina di Ra così come il dio Khnum, dalla testa di ariete, ne era la manifestazione serale. L'idea teologica che vi fossero diversi aspetti di Ra che governavano i diversi momenti della giornata era molto diffusa ma variabile. Con Khepri e Khnum che incarnavano il sole mattutino e serale, Ra fu accostato al sole di mezzogiorno, al culmine del calore. Orapollo, autore di un trattato sui geroglifici (V secolo d.C.) riferendosi allo scarabeo (Scaraboeus sacer), scrisse:
(Orapollo, Hieroglyphiká)

### Divinità create da Ra
D'accordo con l'Enneade, dallo sputo o lo sperma di Ra (nella sua forma di Atum, il Ra del tramonto) nacquero i suoi figli Shu e Tefnut, a loro volta genitori di Geb e Nut (che infine ebbero come figli le due coppie Osiride con Iside, che partorirono Horus, e Seth con Nefti, che partorirono Anubi).
Bastet
Bastet (anche chiamata Bast) era talvolta chiamata gatta di Ra. Era considerata sua figlia e associata allo strumento della sua vendetta, l'occhio di Ra. Bastet era anche nota come colei che decapitava il serpente Apopi per difendere Ra. In un mito, Ra la manda come leonessa in Nubia.
Sekhmet

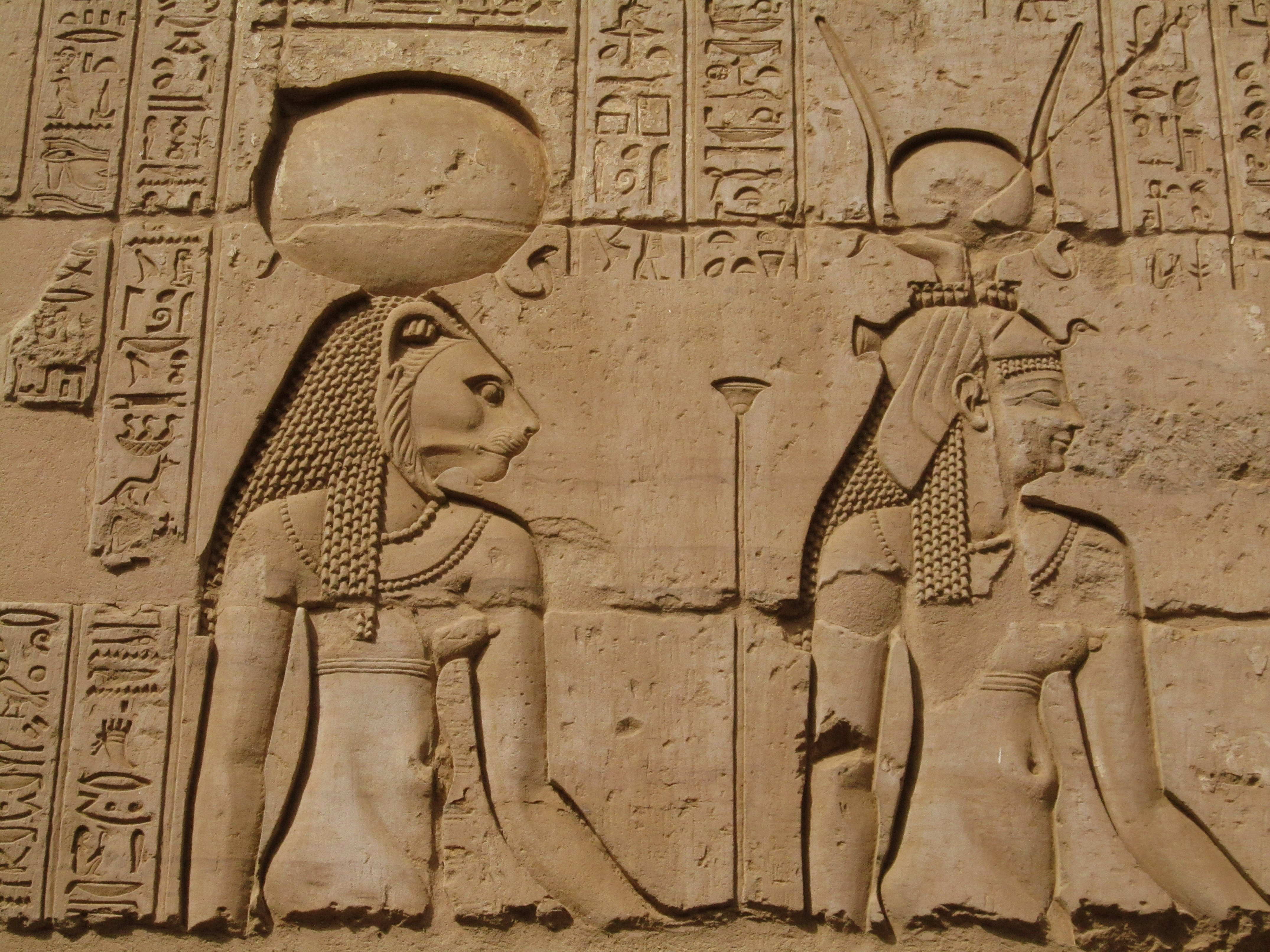
Sekhmet e Hathor, figlie di Ra e per questo sormontate dal disco solare. Tempio di Kôm Ombo.

Sekhmet è un'altra figlia di Ra, raffigurata come leonessa o enorme gatta. Come Bastet, era associata all'occhio di Ra, il fiammeggiante e distruttivo strumento di vendetta di Ra. In un mito, Sekhmet era tanto adirata che Ra si vide costretto a tramutarla in vacca per arginare la distruzione che questa dea sanguinaria poteva arrecare al genere umano. In un'altra narrazione, il dio teme che gli uomini stiano tramando contro di lui e manda Hathor (in altre versioni è la stessa Sekhmet) per punirli. Quando Sekhmet intervenne per terminare l'opera - e con il suo potere distruttivo avrebbe sistematicamente ucciso ogni essere umano - cominciò a bere avidamente ciò che sembrava essere sangue, ma che in realtà era birra tinta di rosso da Ra stesso per salvare il genere umano. Ubriaca, Sekhmet non poté terminare il massacro.
Hathor
Anche Hathor è figlia di Ra. In un mito, Hathor danzò nuda di fronte a Ra, imbronciato, finché non riuscì a farlo ridere. Quando Ra non si trovava insieme ad Hathor, cadeva in una profonda depressione.

### Divinità rivali di Ra
Ptah

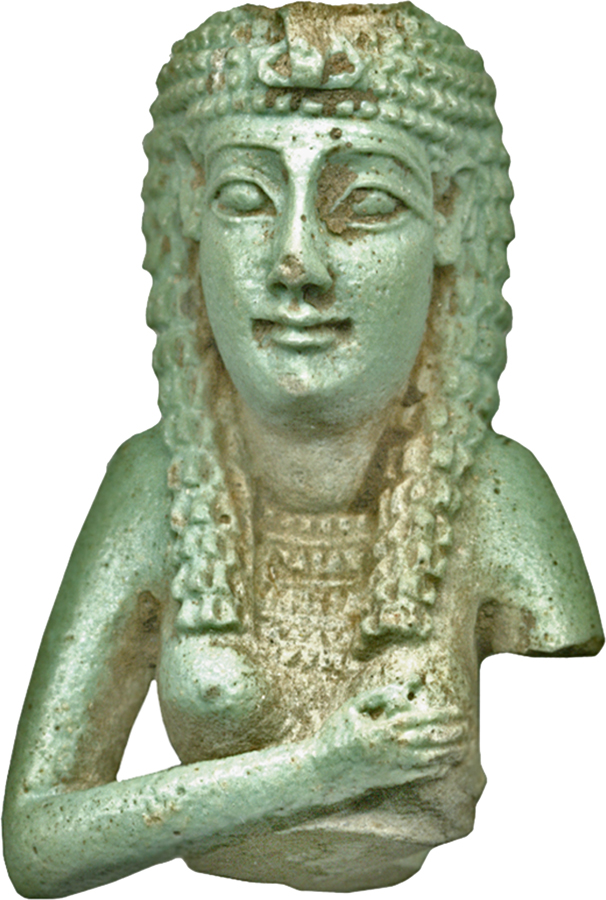
Statuetta di Iside in faience, risalente al periodo tardo. Walters Art Museum, Baltimora.

Ptah, il grande dio-creatore della teologia di Menfi, compare raramente nelle iscrizioni presenti all'interno delle piramidi dell'Antico Regno, forse per il fatto che i principali autori di tali testi provenivano da Eliopoli ed erano quindi devoti di Ra. Si riteneva comunemente che i fedeli di Ra fossero invidiosi di Ptah. Mentre alcuni credevano che Ra si fosse originato da sé, altri pensavano che fosse stato creato da Ptah.
Iside
In vari miti Iside trama contro Ra, cercando di ottenere per proprio figlio Horus la supremazia sugli dei e sul cosmo. Un mito vuole che Iside abbia creato un serpente per avvelenare Ra e ricattarlo, dandogli l'antidoto solo qualora il dio le avesse rivelato il suo vero nome, segreto a tutti. Da quel momento Ra avrebbe cominciato a temere Iside la quale, a conoscenza del suo nome segreto, avrebbe potuto usare tutte le sue arti magiche contro di lui e spodestarlo.
Apopi

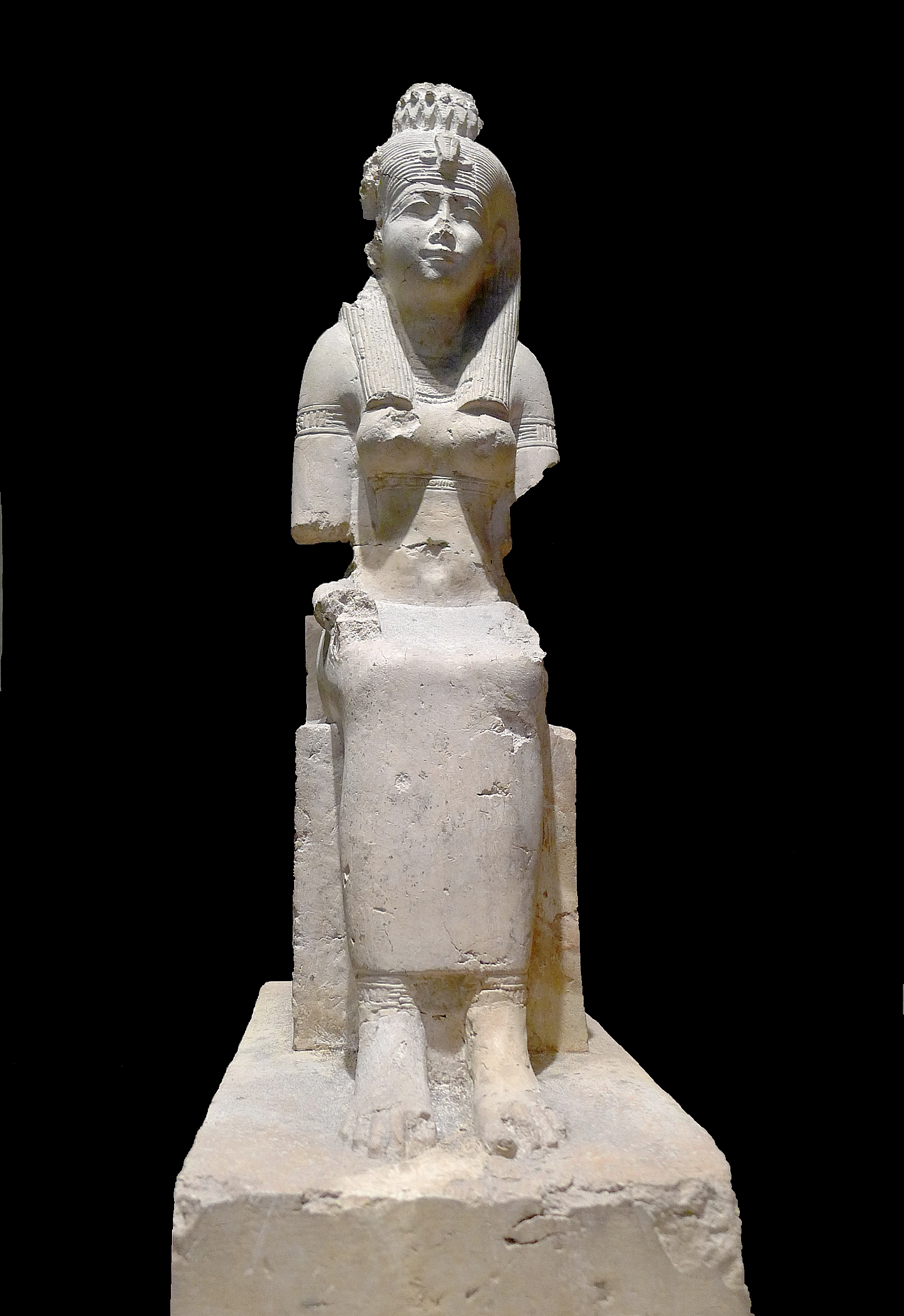
Statua di Rattaui, probabilmente la più antica compagna di Ra. Museo del Louvre, Parigi.

Apopi, detto anche Apophis, era un mostruoso serpente, incarnazione del caos (Isfet): era il più grande nemico di Ra, il quale era invece portatore della luce e garante di Maat (la quale impersonava l'ordine cosmico). Cercava di impedire che Ra sorgesse ogni mattino.Il mito narra che Apopi doveva costantemente trovarsi al di sotto dell'orizzonte perciò era una creatura dell'oltretomba. In alcune versioni del racconto, il mostro attendeva Ra in una montagna occidentale chiamata Bakhu, dove il sole spariva oltre l'orizzonte; in altre narrazioni, gli tendeva un agguato appena prima dell'aurora nella Decima Regione della Notte. La moltitudine di luoghi nei quali si riteneva che potesse trovarsi gli guadagnò l'epiteto di Colui Che cinge il mondo.

### Rattaui
Rat, o Rattaui, era un aspetto femminile di Ra e non aveva molta importanza indipendentemente da lui. In alcuni miti compare come sposa di Ra, altre volte come sua figlia. Il nome Rat non è altro che il nome di Ra con il suffisso femminile -t; la versione più lunga Rattaui significa "Rat delle Due Terre" (l'Alto e il Basso Egitto). Comparve per la prima volta durante la V dinastia e fu probabilmente la più antica compagna di Ra. Non raggiunse mai, però, l'enorme popolarità di Hathor, che secondo altre versioni fu sposa di Ra; le sue raffigurazioni sono estremamente rare. Tuttavia non fu soppiantata e si sono conservati frammenti di inni a Rattaui risalenti al periodo romano dell'Egitto.

## Inno del faraone Antef II a Ra
Un interessante inno a Ra compare, in sei colonne di testo, subito prima di un inno ad Hathor, su una stele di Antef II (ca. 2112 a.C. - 2063 a.C.), quarto faraone della XI dinastia, rinvenuta nella sua tomba a Tebe e conservata al Metropolitan Museum of Art di New York. L'inno di Antef II si appella, appropriatamente per una stele funebre, a Ra come sole del tramonto. Come ha osservato l'egittologo britannico Toby Wilkinson, questi versi sembrano suggerire una profonda devozione personale e quasi un senso di umana fragilità, uniti a un certo timore della morte.

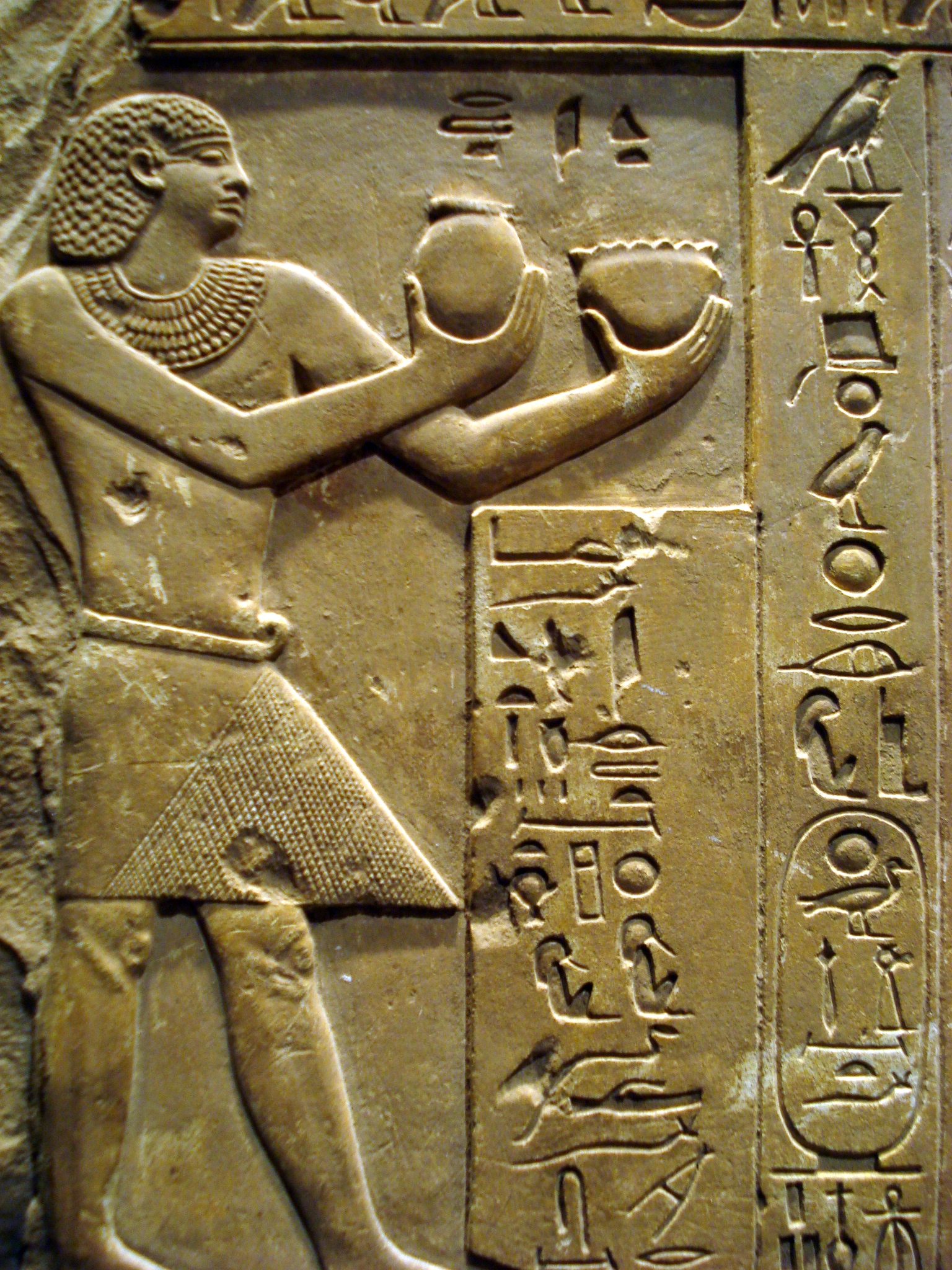
L'immagine del faraone Antef II, in atto di fare offerte a Ra e Hathor, accanto alle colonne di testo degli inni a queste due divinità, sulla sua stele funeraria. Metropolitan Museum of Art, New York.

## Galleria d'immagini

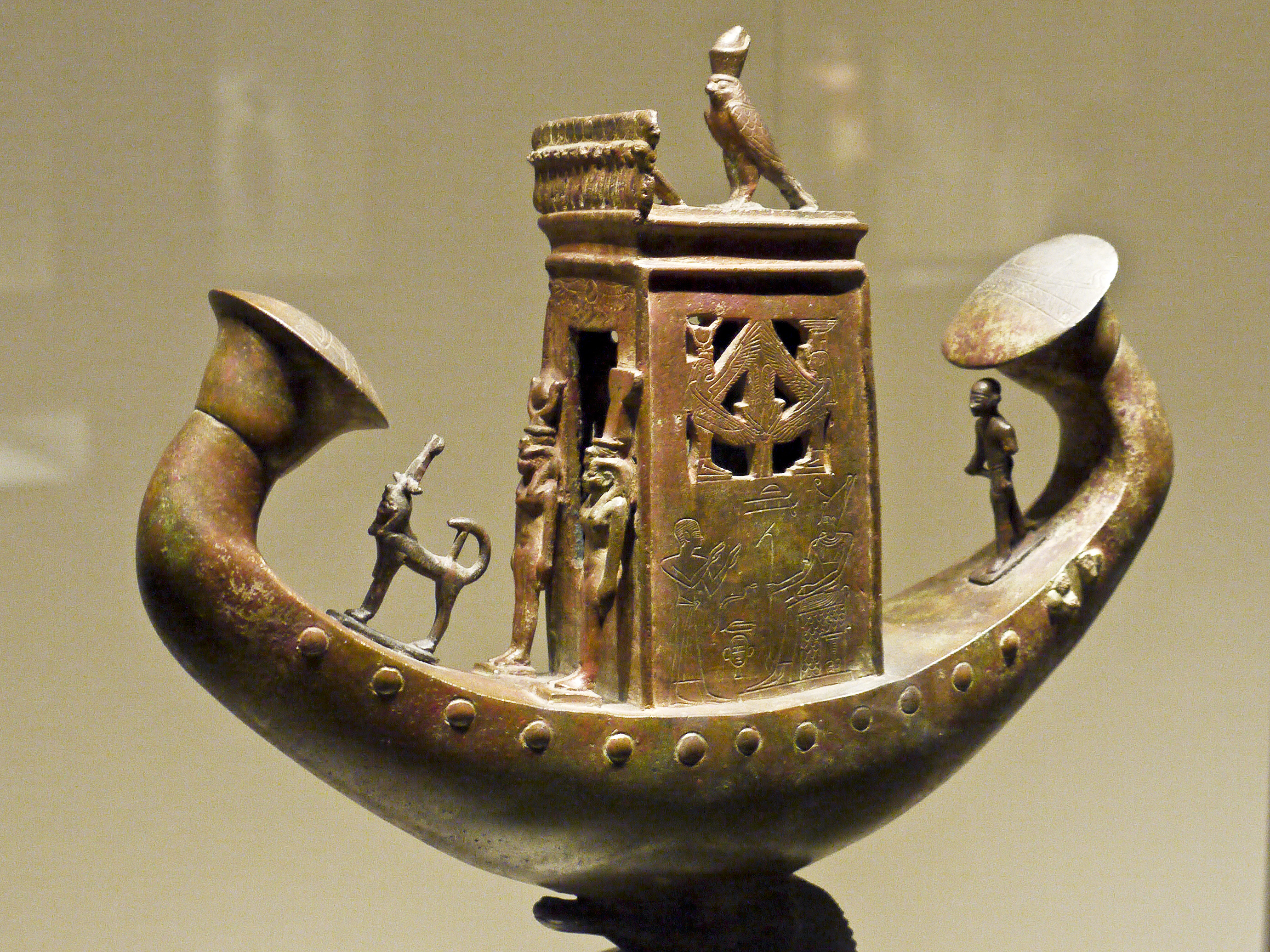
Modellino della barca solare di Ra, in bronzo, risalente alla XXX dinastia. Museo Calouste Gulbenkian, Lisbona.
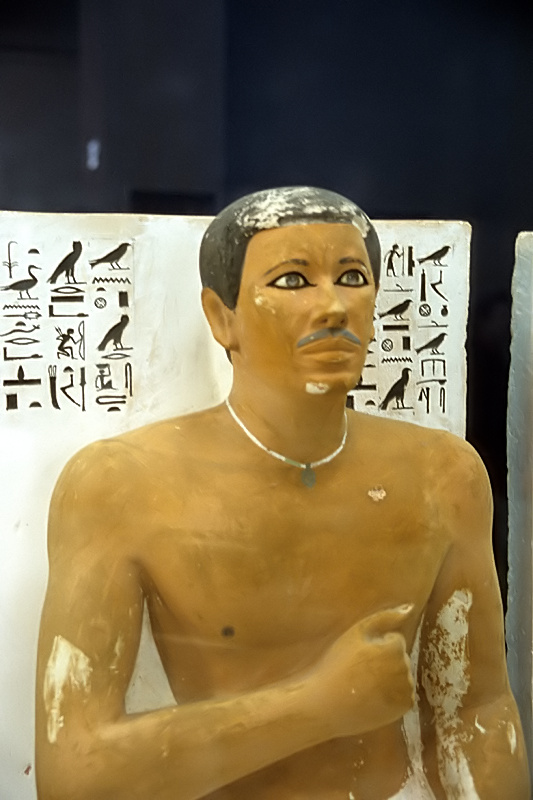
Statua del principe Rahotep, Sommo Sacerdote di Ra e figlio del faraone Snefru (o Huni). Museo egizio del Cairo.
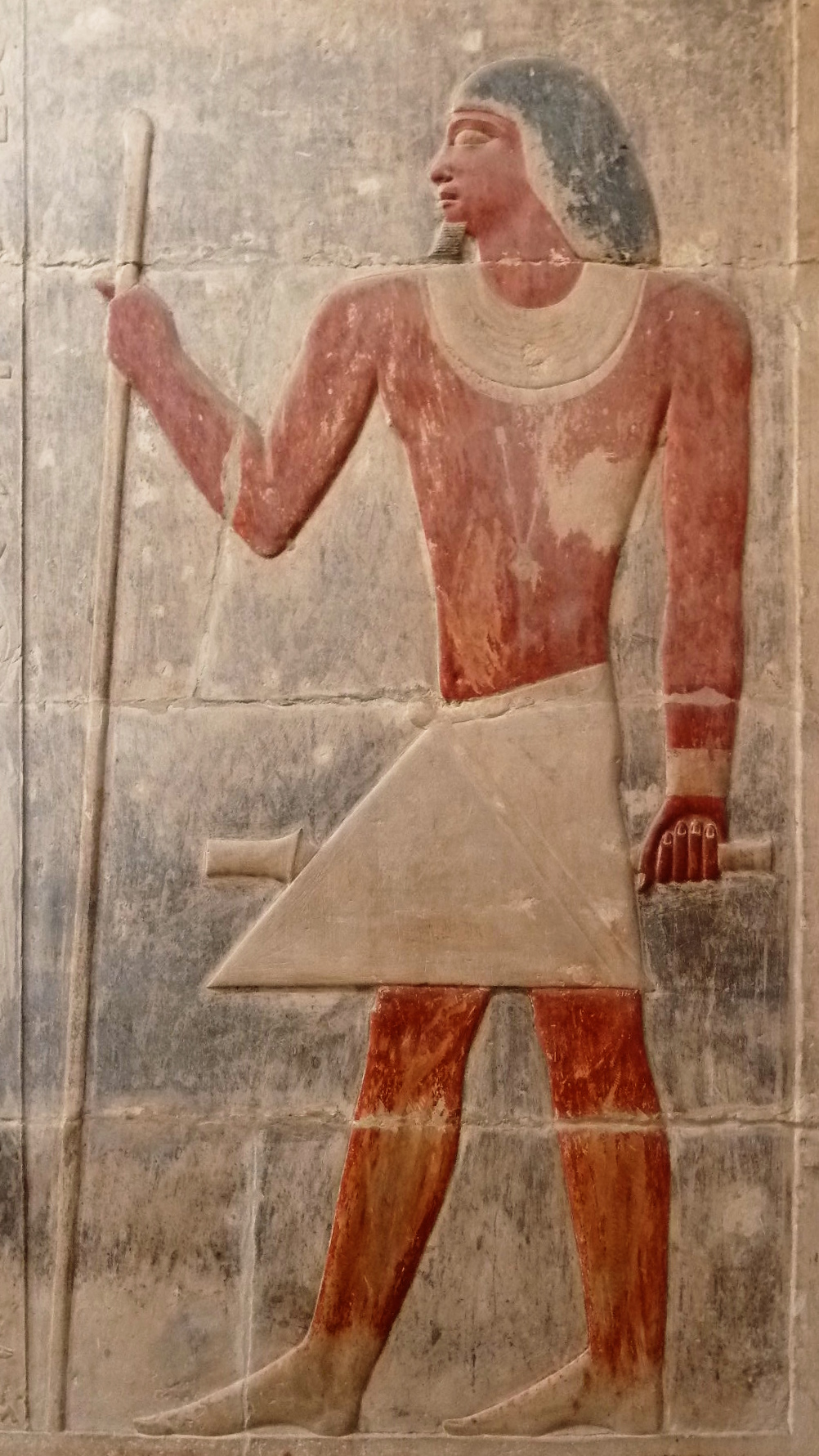
Rilievo di Kagemni, Sommo Sacerdote di Ra durante i regni di Djedkara Isesi, Unis e Teti. Dalla sua mastaba a Saqqara.
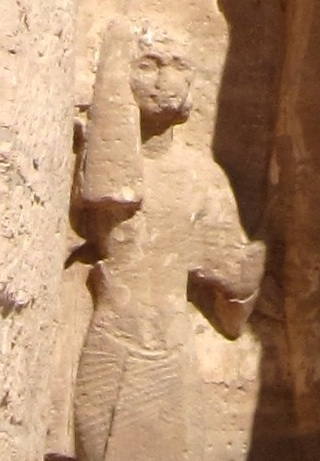
Il principe Meriatum, Sommo Sacerdote di Ra e figlio del faraone Ramses II, sulla facciata del Tempio minore di Abu Simbel.
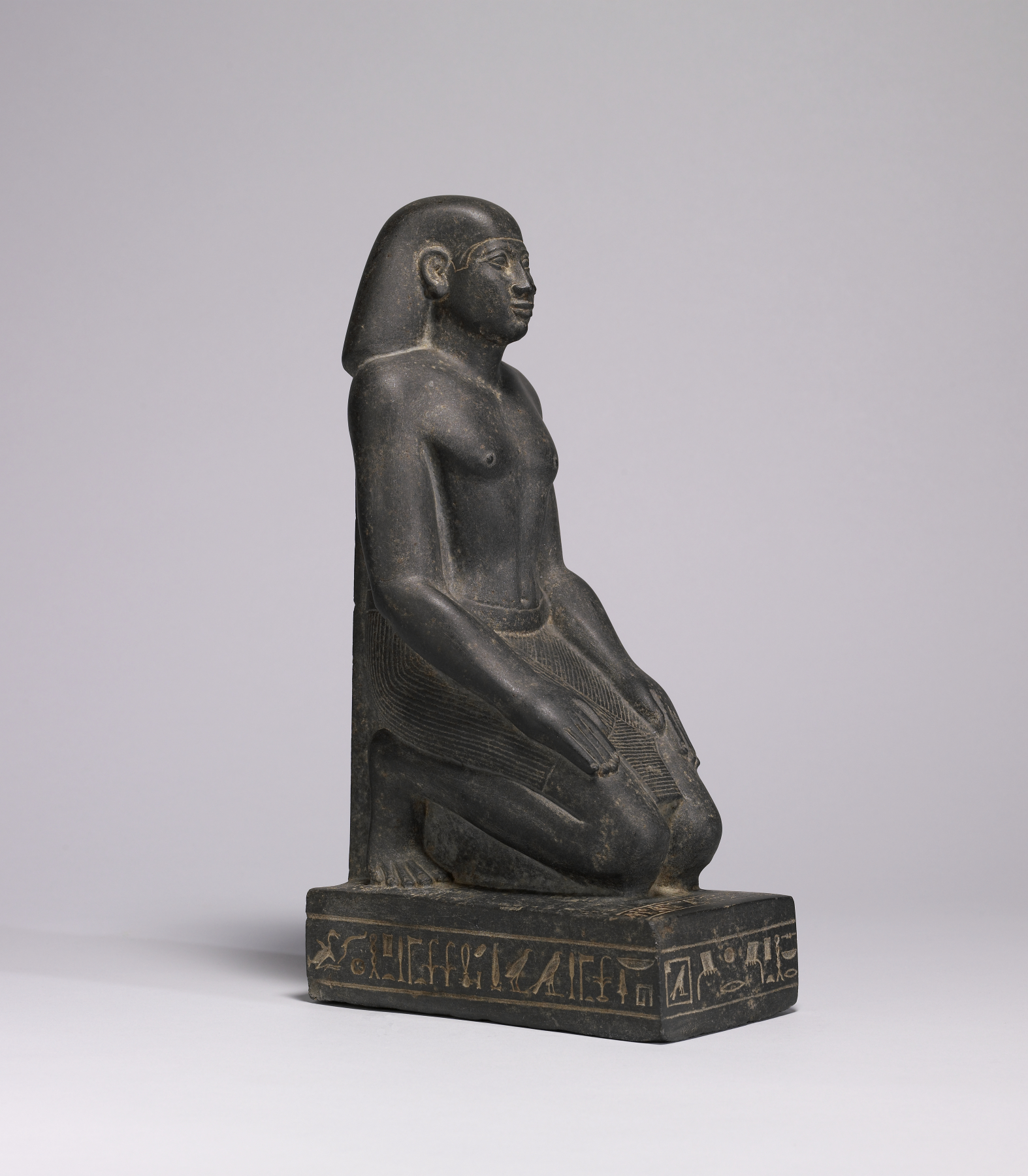
Statua di Hor-Uedja, Sommo Sacerdote di Ra tra il 640 a.C. e il 620 a.C. Walters Art Museum, Baltimora.
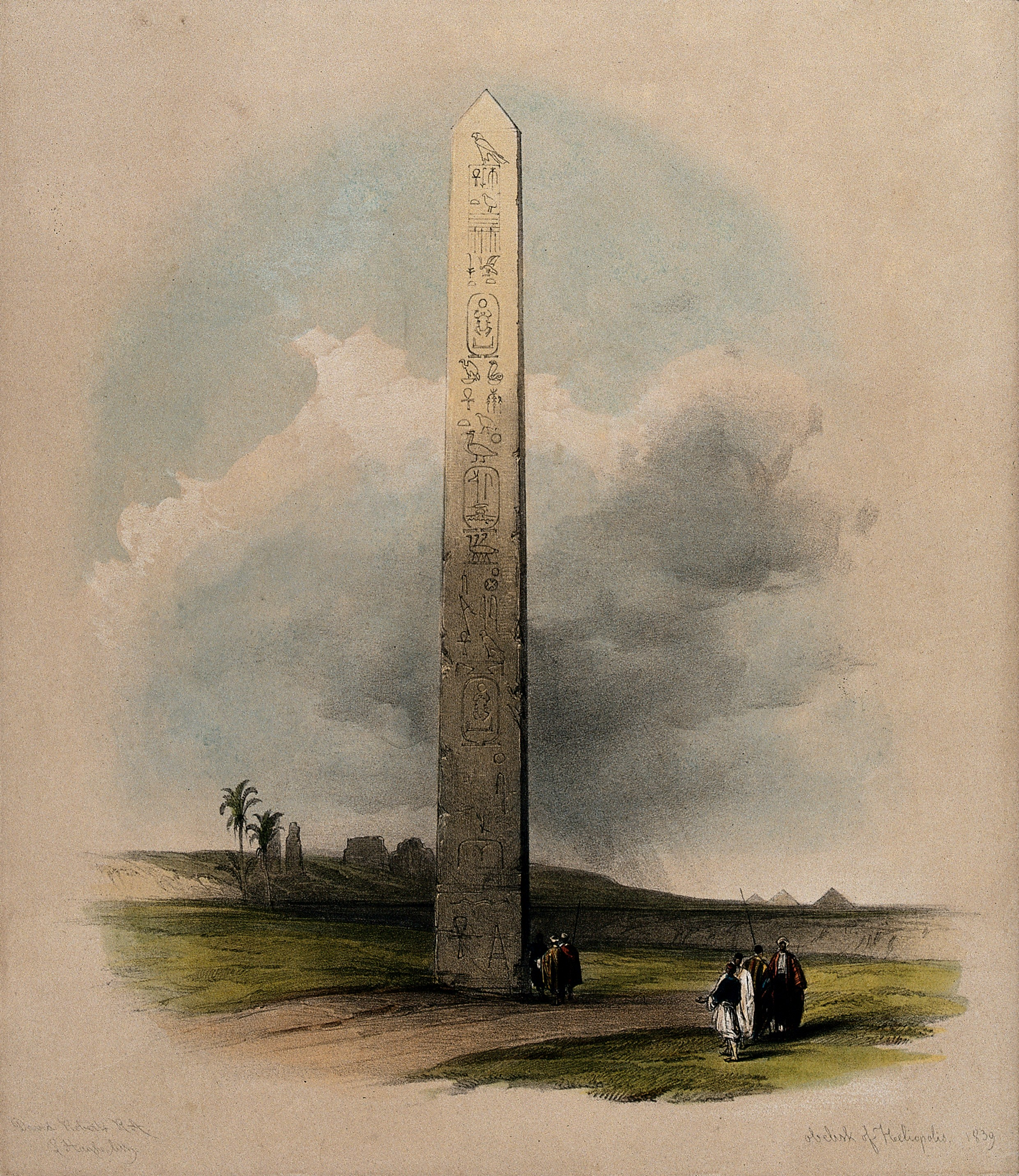
Obelisco del Tempio di Ra a Eliopoli. Acquerello di David Roberts.